# كلوديا كلاين
كلوديا كلاين (بالألمانية: Claudia Klein)‏ (24 سبتمبر 1971 - ) هي لاعبة كرة قدم ألمانية في مركز الدفاع. لعبت مع Sportfreunde Siegen ‏.

## وصلات خارجية
- كلوديا كلاين على موقع الاتحاد الدولي (مؤرشف)  (الإنجليزية)
- كلوديا كلاين على موقع قاعدة بيانات كرة القدم.إي يو (الإنجليزية)
- كلوديا كلاين على موقع عالم كرة القدم.نت (الإنجليزية)